# Manel Bosch
Manel Bosch Bifet (Lérida, España, 19 de septiembre de 1967) es un ex baloncestista español. Jugaba de alero y el Lleida Bàsquet le retiró su camiseta con el número 12, el 29 de diciembre de 2003, como acto de homenaje. Es padre del también baloncestista Gerard Bosch.

## Selección nacional
Fue internacional con la Selección de baloncesto de España, tanto a nivel junior, sub-23, como absoluto, con la que jugó en 41 ocasiones y ganó la medalla de bronce en el Campeonato Europeo de Baloncesto Masculino de 1991 celebrado en Roma.

## Clubes
- UE Lleida (Segunda División): 1984-1985.
- RCD Espanyol: 1985-1989.
- Granollers EB: 1989-1991.
- CAI C.B. Zaragoza: 1991-1992.
- Unicaja Málaga: 1992-1995.
- FC Barcelona: 1995-1997.
- Caja San Fernando de Sevilla: 1997-1999.
- Cantabria Lobos: 1999-2000.
- Lleida Bàsquet: 2000-2003.

## Palmarés

### Títulos internacionales de Selección
- 1 Medalla de Bronce en el Campeonato Europeo de Baloncesto Masculino de 1991.
- 1 Medalla de Bronce en el Mundobasket sub-22 de Andorra (Teruel) en 1989.

### Títulos nacionales de Club
- 2 Ligas ACB: 1996 y 1997, con el FC Barcelona.